# Championnats du monde de tir à l'arc 1969
Navigation
Édition précédente Édition suivante
Les championnats du monde de tir à l'arc 1969 sont une compétition sportive de tir à l'arc organisée en 1969 à Valley Forge, aux États-Unis. Il s'agit de la 25e édition des championnats du monde de tir à l'arc.